# Nathan Cleverly
Nathan Cleverly (ur. 17 lutego 1987 w Caerphilly) – walijski bokser, były zawodowy mistrz świata wagi półciężkiej (do 175 funtów) organizacji WBO.

## Kariera amatorska
W trakcie kariery amatorskiej wygrał 32 walki a 4 przegrał. Największym sukcesem było zwycięstwo w Turnieju Czterech Narodów.

## Kariera zawodowa
Karierę zawodową rozpoczął 23 lipca 2005. Do września 2010 stoczył 20 walk, wszystkie wygrywając. W tym okresie zdobył tytuły mistrza Wspólnoty Brytyjskiej, Wielkiej Brytanii (BBBofC) i Europy (EBU) w wadze półciężkiej.
11 grudnia 2010 otrzymał szansę walki o  tytuł tymczasowego mistrza WBO w wadze półciężkiej. W Liverpoolu spotkał się z Francuzem Nadjibem Mohammedim, wygrywając jednogłośnie na punkty. 21 maja 2011 miało dojść do pojedynku z mistrzem WBO Niemcem Jürgenem Brähmerem. W związku z kontuzją oka Brähmer nie mógł przystąpić do walki i został 19 maja pozbawiony tytułu a pełnoprawnym mistrzem ogłoszony został Cleverly. Zamiast z Brähmerem, 21 maja, już w obronie tytułu spotkał się z Polakiem Aleksym Kuziemskim. Wygrał przez kontuzję przeciwnika w czwartej rundzie. W kolejnej walce w obronie tytułu, 15 października, pokonał niejednogłośnie na punkty Tony Bellewa.
Po raz trzeci obronił tytuł 25 lutego 2012 kiedy w rodzinnym Cardiff pokonał wyraźnie, jednogłośnie na punkty Amerykanina Tommy Karpencyego.
17 sierpnia 2013 r. na gali w Cardiff zmierzył się z niepokonanym na zawodowych ringach Sergeyem Kovalevem. Walijczyk dwukrotnie był liczony pod koniec 3 rundy. Na początku 4 rundy Rosjanin ponownie posłał mistrza na deski. Sędzia w obawie o zdrowie boksera z Walii przerwał pojedynek. Dla Nathana Cleverly'ego była to pierwsza porażka na zawodowych ringach.
1 lutego 2014 na gali boksu w Salle des etoiles w Monte Carlo, której głównym wydarzeniem będzie walka Giennadija Gołowkina z Osumanu Adamą (22-3, 16KO) o tytuł WBA oraz IBO w kategorii średniej. Zaplanowano pojedynek Walijczyka z reprezentantem Republiki Konga Ilungą Makabu (16-1, 14 KO) o tymczasowy pas WBA w wadze juniorciężkiej.
30 maja 2015 w Londynie w pojedynku kategorii półciężkiej, znokautował w pierwszej rundzie Czecha Tomasa Mana (13-9-1, 8 KO).
16 października 2015 w UIC Pavilion w Chicago w walce o międzynarodowy pas WBC, przegrał jednogłośnie na punkty 113:115 i dwukrotnie 112:116 z Andrzejem Fonfarą (28-3, 16 KO).